# Sijsele
Sijsele är en ort i Belgien.   Den ligger i provinsen Västflandern och regionen Flandern, i den nordvästra delen av landet, 80 km nordväst om huvudstaden Bryssel. Sijsele ligger 5 meter över havet och antalet invånare är 5 422.
Terrängen runt Sijsele är mycket platt. Runt Sijsele är det ganska tätbefolkat, med 199 invånare per kvadratkilometer.. Närmaste större samhälle är Brygge, 6,5 km väster om Sijsele. 
Trakten runt Sijsele består till största delen av jordbruksmark.